# Ngụy Như Kontum
Ngụy Như Kontum (3 tháng 5 năm 1913 – 28 tháng 3 năm 1991) là nhà khoa học vật lý, hiệu trưởng đầu tiên của Trường Đại học Tổng hợp Hà Nội, tiền thân của Đại học Quốc gia Hà Nội ngày nay. Ông giữ chức vụ này cho đến khi về hưu vào năm 1982.

## Tiểu sử
Ông sinh ngày 3 tháng 5 năm 1913 tại Kon Tum, quê ở xã Minh Lương, huyện Hương Trà, tỉnh Thừa Thiên. Xuất thân trong một gia đình viên chức, ông sống ở Tây Nguyên từ nhỏ, đến năm 11 tuổi thì cùng gia đình chuyển về Huế. Ông học tiểu học ở Huế, sau đó học trung học ở Trường Bưởi, Hà Nội.
Năm 1932, Ngụy Như Kontum tốt nghiệp loại xuất sắc cả ba bằng Tú tài bản xứ, Tú tài Tây ban Toán, Tú tài Tây ban Triết. Ông được cấp học bổng sang Paris du học và tốt nghiệp cử nhân Vật lý, Thạc sĩ Lý-Hóa tại Đại học Paris (còn gọi là Sorbonne, Pháp), và được nhận làm nghiên cứu sinh tại phòng thí nghiệm của Frédéric Joliot-Curie, nhà vật lý hạt nhân nổi tiếng của Pháp.
Sau khi Thế chiến II bùng nổ, năm 1939, nghe theo lời khuyên của giáo sư Joliot-Curie, ông trở về nước và dạy tại trường Trung học Chasseloup (Sài Gòn) rồi trường Bưởi (Hà Nội). Ông sáng lập hội SET để giáo dục tinh thần yêu nước cho thanh niên trí thức. Năm 1942, ông cùng các bạn bè Nguyễn Xiển, Hoàng Xuân Hãn, Nguyễn Thúc Hào... cho ra đời tờ Khoa học, một tờ báo khoa học có giá trị, do giáo sư Nguyễn Xiển làm chủ bút.
Sau Cách mạng tháng 8, ông tích cực tham gia công tác cách mạng. Ngày 26/11/1946 ông được lĩnh chức Đổng lý Sự vụ Bộ Quốc gia Giáo dục, thay cho ông Nguyễn Văn Hiểu. Kháng chiến bùng nổ, ông lên chiến khu Việt Bắc, được giữ những chức vụ như Tổng Giám đốc Trung học vụ kiêm Đổng lý sự vụ Bộ Quốc gia - Giáo dục (cuối 1946-1950). Năm 1951, ông chuyển sang làm Giám đốc Trường Sư phạm cao cấp ở Khu học xá Trung ương (Nam Ninh, Trung Quốc).
Năm 1954, ông trở về thủ đô Hà Nội, được cử xây dựng ngành đại học và giảng dạy Vật lý tại Trường Sư phạm Khoa học. Hai năm sau, trường Đại học Tổng hợp Hà Nội được thành lập, giáo sư Ngụy Như Kontum được cử làm Hiệu trưởng đầu tiên của trường và giữ chức vụ này cho tới khi về hưu.

## Công tác nghiên cứu Vật lý
Ông là người dẫn đầu đoàn khoa học Việt Nam đầu tiên dự Hội nghị Vật lý địa cầu quốc tế ở Moskva năm 1957. Sau khi nghỉ hưu, giáo sư Ngụy Như Kontum vẫn tiếp tục giảng dạy và tham gia Hội đồng Khoa học Nhà trường, làm ủy viên Đoàn Chủ tịch Liên hiệp các Hội Khoa học và Kỹ thuật Việt Nam, Chủ tịch Hội Vật lý Việt Nam, tham gia biên soạn phần Vật lý của Từ điển Bách khoa Việt Nam. Ông còn là tác giả nhiều công trình nghiên cứu vật lý hiện đại và một số sách giáo khoa vật lý ở bậc trung và đại học.
Ông cùng giáo sư Nguyễn Xiển xây dựng thành công ngành Vật lý địa cầu của Việt Nam. Ông được xem là một nhà khoa học yêu nước, phục vụ Tổ quốc cho đến hơi thở cuối cùng, là một người thầy tận tuỵ, liêm khiết, khiêm tốn. Ông đã góp phần đào tạo nhiều thế hệ sinh viên, trong đó nhiều người đã trở thành những nhà giáo, nhà khoa học tài năng.

## Hoạt động xã hội
Ngoài lĩnh vực giáo dục, ông còn là nhà hoạt động xã hội với những vai trò như: đại biểu Quốc hội khóa II, III và IV, Ủy viên ủy ban Trung ương Mặt trận Tổ quốc Việt Nam, Ủy viên Đoàn Chủ tịch Tổng Công đoàn Việt Nam, Chánh thư ký Công đoàn Giáo dục Việt Nam, Ủy viên Ban chấp hành Công đoàn Giáo dục thế giới, Ủy viên Ban chấp hành Hội hữu nghị Việt - Pháp.
Giáo sư Nguỵ Như Kontum mất vào ngày 28 tháng 3 năm 1991. Thi hài của ông được chôn cất tại Nghĩa trang Mai Dịch, Hà Nội vào ngày 2 tháng 4 năm 1991.

## Vinh danh
Ông đã được Nhà nước trao tặng danh hiệu Nhà giáo nhân dân cùng nhiều huân chương như: Huân chương Kháng chiến hạng Nhì và hạng Nhất; Huân chương Lao động hạng Ba và hạng Nhì; Huân chương Độc lập hạng Nhất; Huân chương Kháng chiến chống Mỹ cứu nước hạng Nhất.
Ở Hà Nội, tên của ông được đặt cho một con đường mới, đi ngang qua Làng sinh viên ở quận Thanh Xuân. Thành phố Hồ Chí Minh cũng có đường Ngụy Như Kon Tum thuộc địa phận quận Tân Phú. Ngoài ra, tại Kon Tum có một trường Tiểu học mang tên ông.